# Stephen Brislin
Stephen Brislin (ur. 24 września 1956 w Welkom) – południowoafrykański duchowny katolicki, arcybiskup Kapsztadu w latach 2010-2024, arcybiskup Johannesburga od 2025, kardynał prezbiter od 2023.

## Życiorys

### Prezbiterat
Święcenia kapłańskie przyjął 19 listopada 1983 i został inkardynowany do diecezji Kroonstad. Przez kilka lat pracował duszpastersko na terenie diecezji. W 1990 został wikariuszem generalnym diecezji, zaś od 2003 pełnił funkcję jej administratora.

### Episkopat
17 października 2006 został mianowany biskupem Kroonstad. Sakry biskupiej udzielił mu 28 stycznia 2007 – abp Jabulani Adatus Nxumalo.
18 grudnia 2009 został mianowany przez Benedykta XVI ordynariuszem archidiecezji Kapsztadu, zaś 7 lutego 2010 kanonicznie objął urząd.
W latach 2013–2019 był przewodniczącym Konferencji Episkopatu Republiki Południowej Afryki, zaś w latach 2012-2016 przewodniczył Zgromadzeniu Międzyregionalnemu Biskupów Afryki Południowej (IMBISA).
9 lipca 2023 podczas modlitwy Anioł Pański papież Franciszek ogłosił jego nominację kardynalską.
Na konsystorzu 30 września 2023 został kreowany kardynałem prezbiterem i uzyskał kościół tytularny św. Marii Dominiki Mazzarello.
28 października 2024 został przeniesiony na urząd arcybiskupa Johannesburga, zaś 25 stycznia 2025 kanonicznie objął urząd. W styczniu 2025 ponownie został przewodniczącym Konferencji Episkopatu Republiki Południowej Afryki. Brał udział w konklawe 2025, które wybrało papieża Leona XIV. Paliusz otrzymał z rąk papieża Leona XIV w dniu 29 czerwca 2025.